# Festival Internacional de Cine de San Sebastián 2006
La 54.ª edición del Festival Internacional de Cine de San Sebastián se celebró del jueves 21 al sábado 30 de septiembre de 2006 en San Sebastián.

 El mejor nivel medio de las películas presentadas en la Sección Oficial, aunque ninguna llegó a destacar de forma indudable, llevó a un balance positivo de esta edición, y a la entrega de dos Conchas de Oro ex aequo. Esto fue en contraposición a las críticas cosechadas por la anterior, lo que hizo esperar el inicio de un período de inflexión ascendente en la historia reciente del Festival en resonancia mediática y calidad, proceso que culminaría con la siguiente edición.[cita requerida]

 El director iraní Bahman Ghobadi se convirtió en el quinto director de la historia del certamen en haber conseguido dos Conchas de Oro.

## Jurados
Jurado de la Sección Oficial
| Jurado                    | País           | Profesión  | Jurado               | País     | Profesión               |
| ------------------------- | -------------- | ---------- | -------------------- | -------- | ----------------------- |
| Jeanne Moreau: presidenta | Francia        | Actriz.    |                      |          |                         |
| Bruno Barreto             | Brasil         | Director.  | Bruno Ganz           | Suiza    | Actor.                  |
| Isabel Coixet             | España         | Directora. | Manuel Gómez Pereira | España   | Director.               |
| Sara Driver               | Estados Unidos | Directora. | José Saramago        | Portugal | Escritor, Premio Nobel. |

Nuevos Directores
- Patricia Reyes Spíndola, directora (México), presidenta del jurado.
- Gilbert Adair, novelista, poeta, guionista y crítico de cine.
- Carlos Losilla, ensayista, crítico cinematográfico y literario y profesor universitario (España).
- Susana de Moraes, directora, productora y actriz (Brasil).
- Per Nielsen, productor (Dinamarca).
- Martine Offroy, periodista (Francia).
- Kirmen Uribe, escritor (España).

Premio Horizontes
- Román Chalbaud, autor y director teatral (Venezuela), presidente del jurado.
- Lola Millás, Directora de la Filmoteca del Ministerio de Asuntos Exteriores y de Cooperación de España (España).
- Jorge Ruffinelli, crítico de cine (Uruguay).

## Películas

### Sección Oficial
Las 15 películas siguientes compitieron para el premio de la Concha de Oro a la mejor película:

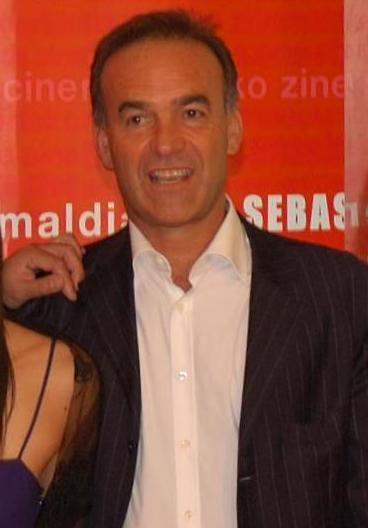
Inauguracíon de la 54 edición:
el director Nick Broomfield en la alfombra roja del Kursaal, acompañado por la protagonista de su película Ghosts, antes de su proyección.

| Título en España                | Título original               | Director(es)       | País                                 |
| ------------------------------- | ----------------------------- | ------------------ | ------------------------------------ |
| Copying Beethoven               | Copying Beethoven             | Agnieszka Holland  | Estados Unidos, Reino Unido, Hungría |
| Delirious                       | Delirious                     | Tom DiCillo        | Estados Unidos                       |
| Forever                         | Forever                       | Heddy Honigmann    | Países Bajos                         |
| Ghosts                          | Ghosts                        | Nick Broomfield    | Reino Unido                          |
| The Tale of a Reluctant Samurai | Hana yori mo naho             | Hirokazu Kore-eda  | Japón                                |
| Karaula (Border post)           | Karaula (Border post)         | Rajko Grlić        | Croacia                              |
| Lo que sé de Lola               | Lo que sé de Lola             | Javier Rebollo     | España                               |
| Mi hijo                         | Mon fils à moi                | Martial Fougeron   | Francia                              |
| Media luna                      | Niwe mang                     | Bahman Ghobadi     | Irán                                 |
| The Old Garden                  | Orae doin jung won            | Im Sang-Soo        | Corea del Sur                        |
| Si el viento sopla la arena     | Si le vent soulève les sables | Marion Hänsel      | Bélgica                              |
| Los perros dormidos mienten     | Sleeping Dogs Lie             | Bobcat Goldthwait  | Estados Unidos                       |
| La cola del tigre               | The Tiger's Tail              | John Boorman       | Irlanda                              |
| Vete de mí                      | Vete de mí                    | Víctor García León | España                               |
| Las vidas de Celia              | Las vidas de Celia            | Antonio Chavarrías | España                               |

### Fuera de competición
Las películas siguientes fueron seleccionadas para ser exhibidas fuera de competición: 
Largometrajes
| Título en España       | Título original           | Director(es)   | País           |
| ---------------------- | ------------------------- | -------------- | -------------- |
| El camino de San Diego | El camino de San Diego    | Carlos Sorín   | Argentina      |
| El jefe de todo esto   | Direktøren for det hele]] | Lars von Trier | Dinamarca      |
| Más allá del espejo    | Más allá del espejo       | Joaquín Jordá  | España         |
| Lonely hearts          | Lonely hearts             | Todd Robinson  | Estados Unidos |

### Otras secciones oficiales

#### Horizontes latinos
El Premio Horizontes impulsa el conocimiento de los largometrajes producidos total o parcialmente en América Latina, dirigidos por cineastas de origen latino, o bien que tengan por marco o tema comunidades latinas del resto del mundo.
- Os 12 trabalhos (Los 12 trabajos), de Ricardo Elías (Brasil)
- El custodio, de Rodrigo Moreno (Argentina/Alemania/Francia/Uruguay)
- Esas no son penas, de Anahí Hoeneisen y Daniel Andrade (Ecuador)
- Fuera del cielo, de Javier Patrón "Fox" (México)
- Glue (Historia adolescente en medio de la nada), de Alexis dos Santos director ((Argentina/Gran Bretaña)
- Lo más bonito y mis mejores años, de Martín Boulocq - Director (Bolivia/Estados Unidos)
- Meteoro, de Diego de la Texera (Brasil/Puerto Rico/Venezuela)
- Morirse en domingo, de Daniel Gruener (México)
- La perrera, de Manolo Nieto (Uruguay/Argentina/Canadá/España)
- La punta del diablo, de Marcelo Paván (Argentina/Venezuela/Uruguay)
- Rabia, de Óscar Cárdenas Navarro (Chile)
- El rey de San Gregorio, de Alfonso Gazitúa Gaete (Chile/Suiza)
- Sonhos e desejos/Dancing in utopia, de Marcelo Santiago (Brasil/Portugal)
- Suspiros del corazón, de Enrique Gabriel (España/Argentina)
- El telón de azúcar, de Camila Guzmán Urzúa (Francia/Cuba/España)
- El violín, de Francisco Vargas Quevedo (México)
- El Caracazo, de Román Chalbaud (Venezuela) (fuera de concurso)

#### Zabaltegi Perlas
Las 11 películas proyectadas en esta sección son largometrajes inéditos en España, que han sido aclamados por la crítica y/o premiados en otros festivales internacionales. Estas fueron las películas seleccionadas para la secciónː
| Título en España               | Título original                | Director(es)                                                                                     | País           |
| ------------------------------ | ------------------------------ | ------------------------------------------------------------------------------------------------ | -------------- |
| Babel                          | Babel                          | Alejandro González Iñárritu                                                                      | Estados Unidos |
| Bamako                         | Bamako                         | Abderrahmane Sissako                                                                             | Francia        |
| Belle toujours                 | Belle toujours                 | Manoel de Oliveira                                                                               | Portugal       |
| Hijos de los hombres           | Children of men                | Alfonso Cuarón                                                                                   | Reino Unido    |
| Crónica de una fuga            | Crónica de una fuga            | Israel Adrián Caetano                                                                            | Argentina      |
| Little Miss Sunshine           | Little Miss Sunshine           | Jonathan Dayton y Valerie Faris                                                                  | Estados Unidos |
| Neil Young: Heart of gold      | Neil Young: Heart of gold      | Jonathan Demme                                                                                   | Estados Unidos |
| Paris, je t’aime               | Paris, je t’aime               | Joel e Ethan Coen, Isabel Coixet, Gus Van Sant, Alfonso Cuarón, Olivier Assayas, Alexander Payne | Francia        |
| Dixie Chicks: Shut Up and Sing | Dixie Chicks: Shut Up and Sing | Barbara Kopple y Cecilia Peck                                                                    | Estados Unidos |
| Vitus                          | Vitus                          | Fredi M. Murer                                                                                   | Suiza          |
| El diablo viste de Prada       | The devil wears Prada          | David Frankel                                                                                    | Estados Unidos |

#### Nuevos Directores
Esta sección agrupa los primeros o segundos largometrajes de sus cineastas, inéditos o que solo han sido estrenados en su país de producción y producidos en el último año. Estas fueron las películas seleccionadas para la sección:
- 53 días de invierno, de Judith Colell (España)
- Ang daan patungong kalimugtong, de Mes de Guzman (Filipinas)
- Born (Children), de Ragnar Bragason (Islandia)
- Bosque de sombras (The backwoods), de Koldo Serra (España/Gran Bretaña/Francia)
- Cashback, de Sean Ellis (Gran Bretaña)
- La distancia, de Iñaki Dorronsoro (España)
- Emma’s bliss, de Sven Taddicken (Alemania)
- Fair play, de Lionel Bailliu (Francia/Bélgica/República Checa)
- Familia Tortuga, de Rubén Imaz Castro (México)
- Kunsten at græde i kor (The art of crying), de Peter Schønau Fog (Dinamarca)
- Kutsidazu Bidea, Ixabel, de Fernando Bernués y Mireia Gabilondo (España)
- Mei man ren sheng (Singapore dreaming), de Yen Yen Woo y Colin Goh (Singapur)
- Ji quan bu ning (One foot off the ground), de Chen Daming (China)
- Proibido proibir, de Jorge Durán (Brasil)
- The sensation of sight, de Aaron J. Wiederspahn (Estados Unidos)
- Sonner (Sons), de Erik Richter Strand (Noruega)
- Vísperas, de Daniela Goggi (Argentina)
- Wir werden uns wiederseh'n (So long!), de Oliver Paulus y Stefan Hillebrand (Suiza)

#### Zabaltegi-Especiales
Esta sección agrupa un espacio heterogéneo que muestra algunas de las propuestas más interesantes del panorama cinematográfico del año: nuevos trabajos de directores que han estado presentes en el Festival o de invitados y miembros del jurado, así como estrenos de cintas inéditas con un interés especial. Estas fueron las películas seleccionadas para la sección:
- Agian, de Arkaitz Basterra Zalbide (España)
- Nomadak TX, de Harkaitz Martínez y Igor Otxoa (España)
- Noticias de una guerra, de Eterio Ortega (España)
- El productor, de Fernando Méndez Leite (España)
- La silla de Fernando, de David Trueba y Luis Alegre (España)
- Hécuba, un sueño de pasión, de José Luis López-Linares y Arantxa Aguirre (España)

### Otras secciones

#### Made in Spain
Sección dedicada a una serie de largometrajes españoles que se estrenan en el año. Estas fueron las películas seleccionadas para la sección:
- Los 2 lados de la cama, de Emilio Martínez-Lázaro (España)
- Los aires difíciles, de Gerardo Herrero (España)
- AzulOscuroCasiNegro, de Daniel Sánchez Arévalo (España)
- Bienvenido a casa, de David Trueba (España)
- La buena voz, de Antonio Cuadri (España)
- Cuadernos de contabilidad de Manolo Millares, de Juan Millares Alonso (España)
- La dama boba, de Manuel Iborra (España)
- Dies d’agost, de Marc Recha (España)
- Estrellas de la línea, de Chema Rodríguez (España)
- Honor de cavalleria, de Albert Serra (España)
- Isiltasun Kalea/Calle Silencio, de Juan Miguel Gutiérrez (España)
- La leyenda del tiempo, de Isaki Lacuesta (España)
- Los managers, de Fernando Guillén (España)
- Pobladores, de Manuel García Serrano (España)
- Remake, de Roger Gual (España/Argentina)
- Segundo asalto, de Daniel Cebrián (España)
- La silla, de Julio Wallovits (España)
- Tirante El Blanco, de Vicente Aranda (España/Gran Bretaña)
- El triunfo, de Mireia Ros (España)
- Veinte años no es nada, de Joaquín Jordá (España)
- La vida secreta de las palabras, de Isabel Coixet (España)
- Volver, de Pedro Almodóvar (España)
- La zona, de Carlos Rodríguez (España)
- Zulo, de Carlos Martín Ferrero (España)
- 20 años de "Documentos TV":

Bienvenido Mister Kaita, de Albert Albacete (España)
Muerte de una puta, de Harmonía Carmona (España)

#### Cine en Construcción
Este espacio, coordinado por el propio Festival juntamente con Cinélatino, Rencontres de Toulouse, se exhiben producciones latinoamericanas en fase de postproducción. Estas fueron las películas seleccionadas para la sección:
- A casa de Alice, de Chico Teixeira (Brasil)
- El cielo elegido, de Víctor González (Argentina)
- Fiestapatria, de Luis R. Vera (Chile)
- Una novia errante, de Ana Katz (Argentina)
- Párpados azules, de Ernestro Contreras (México)
- A Via Lactea, de Lina Chamie (Brasil)

### Cine en movimiento
Sección que se estrenó en esta edición y tenía como objetivo favorecer la proyección internacional de cineastas del Magreb y
de los países africanos de habla portuguesa.

#### Proyectos por escrito
- Entre parenthèses, de Hicham Falah y Mohamed Chrif Tribak (Marruecos)
- Les larmes d’argent, de Mourad Boucif (Marruecos/Bélgica)
- Mascarades, de Lyes Salem (Francia/Argelia)

#### Películas en fase de rodaje
- L’Autre moitié du ciel, de Kalthoum Bornaz (Túnez)
- Ne reste dans l’Oued que ses galets, de Jean-Pierre Lledó (Francia/Argelia)
- Vivantes, de Saïd Ould-Khelifa (Argelia/Francia)

### Sesiones del Velódromo
- World Trade Center, de Oliver Stone (Estados Unidos)
- Click, de Frank Coraci (Estados Unidos)
- Llach: la revolta permanent, de Lluís Danés (España)

## Retrospectivas

### Retrospectiva Clásica:Ernst Lubitsch
La retrospectiva de ese año fue dedicado a la obra del cineasta estadounidense Ernst Lubitsch. Se proyectó parte de su filmografía.
| Título en español             | Título en original                   | Año  |
| ----------------------------- | ------------------------------------ | ---- |
| Cuando yo estaba muerto       | Wo ist mein Schatz?                  | 1916 |
| Ana Bolena                    | Anna Boleyn                          | 1920 |
| La octava mujer de Barba Azul | Bluebeard's Eighth Wife              | 1938 |
| Remordimiento                 | The Broken Lullaby                   | 1932 |
| Carmen                        | Carmen                               | 1918 |
| El pecado de Cluny Brown      | Cluny Brown                          | 1946 |
| Angel                         | Angel                                | 1937 |
| The Merry Jail                | Das fidele Gefängnis                 | 1917 |
| The Blouse King               | Der Blusenkönig                      | 1917 |
| Una mujer para dos            | Design for Living                    | 1933 |
| Los ojos de la momia          | Die Augen der Mumie Ma               | 1918 |
| La princesa de las ostras     | Die Austernprinzessin                | 1919 |
| El gato montés                | Die Bergkatze                        | 1921 |
| The Flame                     | Die Flamme                           | 1923 |
| La muñeca                     | Die Puppe                            | 1919 |
| Amor eterno                   | Eternal Love                         | 1929 |
| Lloyds de Londres             | Lloyd's of London                    | 1936 |
| La frivolidad de una dama     | Forbidden Paradise                   | 1924 |
| El diablo dijo no             | Heaven Can Wait                      | 1943 |
| Si yo tuviera un millón       | If I Had a Million                   | 1932 |
| Las hijas del cervecero       | Kohlhiesels Töchter                  | 1920 |
| El abanico de Lady Windermere | Lady Windermere's Fan                | 1925 |
| Montecarlo                    | Montecarlo                           | 1930 |
| Madame DuBarry                | Madame DuBarry                       | 1919 |
| Meyer aus Berlin              | Meyer aus Berlin                     | 1919 |
| Ninotchka                     | Ninotchka                            | 1939 |
| Una hora contigo              | One Hour with You                    | 1932 |
| Romeo y Julieta               | Romeo y Julieta                      | 1930 |
| Rosita, la cantante callejera | Rosita                               | 1923 |
| El palacio de calzado Pinkus  | Schuhpalast Pinkus                   | 1916 |
| La locura del charlestón      | So This Is Paris                     | 1926 |
| Sumurun. Una noche en Arabia  | Sumurun (One Arabian Night)          | 1920 |
| Lo que piensan las mujeres    | That Uncertain Feeling               | 1941 |
| El desfile del amor           | The Love Parade                      | 1929 |
| Los peligros del Flirt        | The Marriage Circle                  | 1924 |
| La viuda alegre               | The Merry Widow                      | 1934 |
| El bazar de las sorpresas     | The Shop around the Corner           | 1940 |
| El patriota                   | The Patriot                          | 1928 |
| El teniente seductor          | The Smiling Lieutenant               | 1931 |
| El príncipe estudiante        | The Student Prince in Old Heidelberg | 1927 |
| Mujer, guarda tu corazón      | Three Women                          | 1924 |
| Ser o no ser                  | To Be or Not to Be                   | 1942 |
| Un ladrón en la alcoba        | Trouble in Paradise                  | 1932 |
| La niña de los millones       | Wenn vier dasselbe tun               | 1917 |

### Retrospectiva Contemporánea: Conocer aBarbet Schroeder
La retrospectiva de ese año fue dedicado a la obra del cineasta suizo Barbet Schroeder. Se proyectó parte de su filmografía.
| Título en español                 | Título en original           | Año  |
| --------------------------------- | ---------------------------- | ---- |
| El borracho                       | Barfly                       | 1987 |
| Antes y después                   | Before and After             | 1996 |
| Medidas desesperadas              | Desperate Measures           | 1997 |
| El sabor de la muerte             | Kiss of Death                | 1995 |
| Koko, le gorille qui parle        | Koko, le gorille qui parle   | 1978 |
| General Idi Amin Dada             | General Idi Amin Dada        | 1974 |
| El valle                          | La vallée                    | 1972 |
| La virgen de los sicarios         | La virgen de los sicarios    | 2000 |
| Le Cochon aux patates douces      | Le Cochon aux patates douces | 1971 |
| Le repas rituel                   | Le repas rituel              | 1972 |
| Maîtresse (Amante, querida, p...) | Maîtresse                    | 1975 |
| Maquillages                       | Maquillages                  | 1979 |
| More                              | More                         | 1971 |
| Asesinato... 1-2-3                | Murder by Numbers            | 2002 |
| El misterio Von Bülow             | Reversal of Fortune          | 1990 |
| Sing-Sing                         | Sing-Sing                    | 1971 |
| Mujer blanca soltera busca...     | Single White Female          | 1992 |
| The Charles Bukowski Tapes        | The Charles Bukowski Tapes   | 1987 |
| Tricheurs                         | Tricheurs                    | 1984 |

### Retrospectiva Temática: Emigrantes
(con películas de directores como Luchino Visconti, Louis Malle, Bille August, Imanol Uribe, los hermanos Dardenne, Bernardo Bertolucci, Icíar Bollaín, Michael Winterbottom, etc).
Esta retrospectiva nos hace una pequeña muestra sobre los diferentes enfoques de algunos directores sobre el fenómeno de la inmigración.
| Título en España                  | Título original                   | Director(es)               | País        | Año  |
| --------------------------------- | --------------------------------- | -------------------------- | ----------- | ---- |
| Alambrista!                       | Alambrista!                       | Robert M. Young            | EE. UU.     | 1977 |
| La bahía del odio                 | Alamo Bay                         | Louis Malle                | EE. UU.     | 1985 |
| América, América                  | América, América                  | Elia Kazan                 | EE. UU.     | 1963 |
| Todos nos llamamos Alí            | Angst essen Seele auf             | Rainer Werner Fassbinder   | RFA         | 1974 |
| Asediada                          | L'assedio                         | Bernardo Bertolucci        | Italia      | 1998 |
| Bwana                             | Bwana                             | Imanol Uribe               | España      | 1996 |
| Flores de otro mundo              | Flores de otro mundo              | Icíar Bollaín              | España      | 1999 |
| Fronteras                         | Mostefa Djadjam                   | Francia                    | 2000        |      |
| Gaijin - Os Caminhos da Liberdade | Gaijin - Os Caminhos da Liberdade | Tizuka Yamasaki            | Brasil      | 1980 |
| In This World (En este mundo)     | In This World                     | Michael Winterbottom       | Reino Unido | 2002 |
| Go                                | Go                                | Isao Yukisada              | Japón       | 2001 |
| Hester Street                     | Hester Street                     | Joan Micklin Silver        | EE. UU.     | 1975 |
| La línea del estrecho             | La línea del estrecho             | Javier Gil                 | España      | 2000 |
| La piel quemada                   | La piel quemada                   | Josep Maria Forn           | España      | 1967 |
| La promesa                        | La promesse                       | Jean-Pierre y Luc Dardenne | Bélgica     | 1996 |
| Las cartas de Alou                | Las cartas de Alou                | Montxo Armendáriz          | España      | 1990 |
| Après l'océan                     | Après l'océan                     | Éliane de Latour           | Francia     | 2006 |
| Trabajo clandestino               | Moonlighting                      | Jerzy Skolimowski          | EE. UU.     | 1982 |
| La nueva tierra                   | Nybyggarna                        | Jan Troell                 | Suecia      | 1972 |
| Pase negro (corto)                | Pase negro (corto)                | Patxi Barko                | España      | 1998 |
| Pelle el conquistador             | Pelle erobreren                   | Bille August               | Dinamarca   | 1987 |
| Río abajo                         | Río abajo (On the Line)           | José Luis Borau            | EE. UU.     | 1987 |
| Rocco y sus hermanos              | Rocco e i suoi fratelli           | Luchino Visconti           | Italia      | 1960 |
| La otra América                   | Someone Else's America            | Goran Paskaljevic          | Yugoslavia  | 1995 |
| Vete y vive                       | Live and Become                   | Radu Mihaileanu            | Francia     | 2005 |
| Said                              | Said                              | Lorenzo Soler              | España      | 2003 |
| Los emigrantes                    | Utvandrarna                       | Jan Troell                 | Suecia      | 1971 |
| Vivir en el paraíso               | Vivre au paradis                  | Bourlem Guerdjou           | Francia     | 1998 |
| Un franco, 14 pesetas             | Un franco, 14 pesetas             | Carlos Iglesias            | España      | 2006 |

## Palmarés

### Premios oficiales[18]
- Concha de Oro:
  - Media luna de Bahman Ghobadi
  - Mi hijo de Martial Fougeron

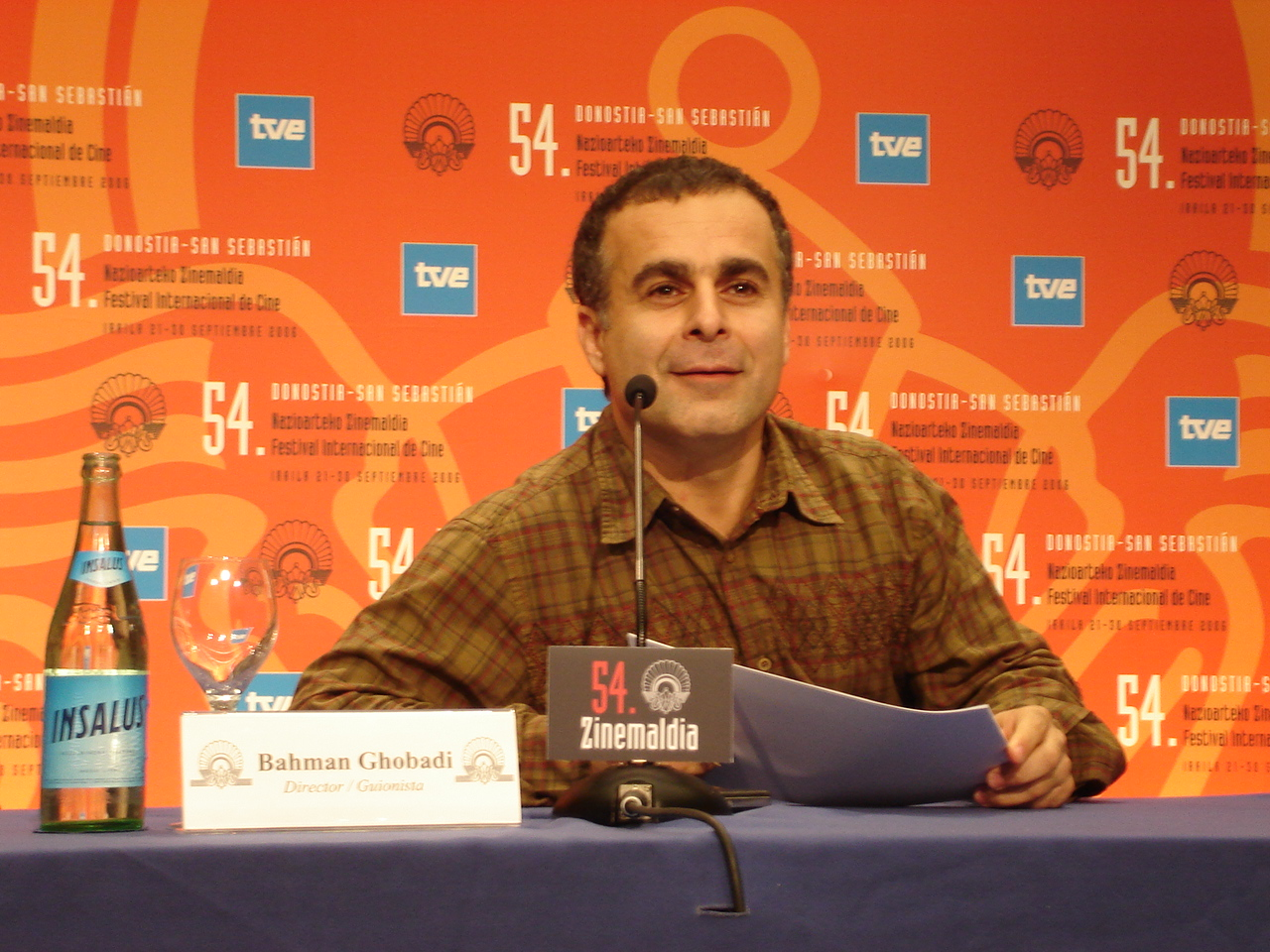
El ganador de la Concha de Oro, Bahman Ghobadi, durante la rueda de prensa de presentación de su película.

- Premio Especial del Jurado: El camino de San Diego de Carlos Sorín
- Concha de plata al Mejor Director: Tom DiCillo por Delirious
- Concha de plata a la Mejor Actriz: Nathalie Baye por Mi hijo
- Concha de plata al Mejor Actor: Juan Diego por Vete de mí
- Premio del jurado a la mejor fotografía: Nigel Bluck por Media luna
- Premio del jurado al mejor Guion: Tom DiCillo por Delirious

### Premios honoríficos
Premio Donostia
- Matt Dillon[19]
- Max von Sydow[20]

### Otros premios oficiales
- Premio Nuevos Directores: Fair play de Lionel Bailliu

Mención especial: Ang daan patungong kalimugtong de Mes de Guzman
- Premio Montblanc de Nuevos Guionistas: Mei man ren sheng (Singapore dreaming) de Yen Yen Woo y Colin Goh
- Premio Horizontes: Os 12 trabalhos (Los 12 trabajos) de Ricardo Elías

Mención especial: El violín de Francisco Vargas Quevedo
Mención especial: El custodio de Rodrigo Moreno

#### Premio Nest Film Students
- Premio Panavision: Treinta años de Fernando Salem

#### Premios del público
- Premio TCM del Público: Little Miss Sunshine de Jonathan Dayton y Valerie Faris
- Premio de la Juventud: Kunsten at græde i kor (The art of crying) de Peter Schønau Fog

#### Premios de la industria
- Premios Cine en Construcción: Una novia errante de Ana Katz
- Premio TVE:  
  - Fiestapatria, de Luis R. Vera
  - A casa de Alice de Chico Teixeira
- Premio Casa América: A Via Lactea de Lina Chamie
- Premio CICAE: A casa de Alice de Chico Teixeira

### Otros premios
- Premio del CEC (Círculo de Escritores Cinematográficos): Copying Beethoven de Agnieszka Holland

### Premios paralelos
- Premio FIPRESCI: Media luna de Bahman Ghobadi
- Premio CICAE: Cashback de Sean Ellis

Mención especial: Si el viento sopla la arena de Marion Hänsel
Mención especial: Nomadak TX de Harkaitz Martínez y Igor Otxoa
- Premio SIGNIS: Delirious de Tom DiCillo
- Premio de la Asociación de Donantes de Sangre de Guipúzcoa, a la Solidaridad / Elkartasun Saria: Ghosts de Nick Broomfield
- Premio Sebastiane: Estrellas de la línea de Chema Rodríguez